# Contea di McKean
La contea di McKean (in inglese McKean County) è una contea dello Stato della Pennsylvania, negli Stati Uniti. La popolazione al censimento del 2000 era di 45 936 abitanti. Il capoluogo di contea è Smethport.

## Geografia
La contea si trova nella parte settentrionale dello Stato, al confine con lo Stato di New York. È costituita da una regione montuosa situata sull’altopiano degli Allegheny e drenata in gran parte dal fiume Allegheny e da affluenti come i torrenti Kinzua, Marvin, Potato e Allegheny Portage. Tra le aree protette vi sono il Kinzua Bridge State Park e una parte della Foresta nazionale di Allegheny.

### Contee confinanti
- Contea di Cattaraugus (New York) - nord
- Contea di Allegany (New York) - nord-est
- Contea di Potter - est
- Contea di Cameron - sud-est
- Contea di Elk - sud
- Contea di Warren - ovest

## Storia
La contea fu istituita nel 1804 da parte della contea di Lycoming e prese il nome da Thomas McKean, allora governatore della Pennsylvania.

## Centri abitati[4]

### City
- Bradford

### Borough
- Eldred
- Kane
- Lewis Run
- Mount Jewett
- Port Allegany
- Smethport (capoluogo)

### Townships
- Annin
- Bradford
- Ceres
- Corydon
- Eldred
- Foster
- Hamilton
- Hamlin
- Keating
- Lafayette
- Liberty
- Norwich
- Otto
- Sergeant
- Wetmore